# Kapittelschool van Sint-Servaas
De kapittelschool van Sint-Servaas was de kapittel- of domschool van het kapittel van Sint-Servaas in Maastricht. De school, die vanaf de middeleeuwen tot aan de opheffing van het kapittel in 1798 bestond, was gevestigd aan de westelijke kruisgang van de Sint-Servaaskerk.

## Geschiedenis
De oorsprong van de kapittelschool van de Sint-Servaaskerk is niet bekend, maar ligt mogelijk in een veronderstelde kathedraalschool van het Bisdom Maastricht, die tevens verbonden zou zijn geweest met een koninklijke palts. Over Lambertus (†705), Maastrichtenaar van geboorte, wordt in zijn oudste vita vermeld dat hij was opgeleid in aula regia, onder het toeziend oog van zijn voorganger Theodardus. Volgens sommigen is de kapittelschool voortgekomen uit deze geïmpliceerde paleis-/kathedraalschool. Anderzijds was ook aan de Onze-Lieve-Vrouwekerk een kapittelschool verbonden, die met evenveel recht kon claimen een voortzetting van deze school te zijn. Aan beide kapittelscholen werd middelbaar onderwijs gegeven in de zeven vrije kunsten: grammatica, dialectica / logica, retorica, aritmetica, geometria, musica en astronomia. Aan de school van Sint-Servaas werd tevens voorbereidend onderwijs in lezen, schrijven en zingen aan jongere kinderen gegeven. Sommige kloosters, zoals de antonieten en de bogaarden, voorzagen eveneens in de behoefte aan lager onderwijs in Maastricht.
Met zekerheid bestaat de kapittelschool sinds de elfde eeuw. De oudste vermelding bevindt zich op het grafkruis van Humbertus (†1086), dat in 1988 in zijn graf in de kerk werd aangetroffen. Deze proost liet volgens de inscriptie op het grafkruis heel de kruisgang ("toto claustro") vernieuwen, inclusief de kapittelschool ("scolis"). Jocundus, een tijdgenoot van Humbertus en mogelijk verbonden aan de kapittelschool, vermeldde dat de armere leerlingen van de school tekortkwamen, mogelijk doordat er door de vele bouwprojecten van Humbertus te weinig geld voor de kapittelschool overbleef. In de veertiende eeuw bestond er naast de eigenlijke kapittelschool een armenschool voor twaalf koorzangertjes uit behoeftige gezinnen. Deze panistae, zo genoemd naar het brood dat ze dagelijks kregen uitgereikt, woonden in een huis genaamd "In 't Cleyn Hemelrijck", naast het armenkerkhof op het Vrijthof. Later werden ze "kräölkes" genoemd, Maastrichts voor koraaltjes, een term die nog steeds in zwang is voor koorknapen.
De scholaster (ook: scholasticus of magister) was tevens kanunnik, secretaris, bibliothecaris en archivaris van het kapittel. Naast het onderwijs aan de kapittelschool, was hij verantwoordelijk voor het onderricht aan de parochiescholen van Sint-Jan en Sint-Matthijs. Zijn inkomsten waren afkomstig van een laathof in Rosmeer.
Vanaf de zestiende eeuw namen de jezuïeten het voortouw in het (katholiek) onderwijs in Maastricht. De door de jezuïeten bestierde Latijnse stadsschool werd gefinancierd door twee prebenden van het Sint-Servaaskapittel. Daarnaast hadden de jezuïeten een eigen college waar middelbaar onderwijs werd gegeven. Beide scholen bevonden zich op het terrein van het Jezuïetenklooster aan de Bredestraat. In 1595 telde het college zo'n 700 leerlingen. Aan het jezuïetenonderwijs in Maastricht kwam in 1638 een abrupt eind, toen de jezuïeten in de nasleep van het 'verraad' uit de stad werden verbannen (tot 1678). Hun onderwijstaak werd gedeeltelijk overgenomen door een in 1640 nieuw opgerichte Latijnse school in de kloostergang van de Sint-Servaaskerk. In hoeverre deze school een voortzetting was van de oude kapittelschool is niet duidelijk. Een gereformeerde Latijnse school verzorgde het onderwijs aan de protestantse minderheid (waarvan sommigen, mogelijk om financiële redenen, kozen voor de katholieke school). In januari 1798, ruim drie jaar na de machtsovername in Maastricht door de Fransen, werden de confessionele scholen, samen met de kloosters en kapittels, opgeheven. Een jaar eerder was in het door de overheid genaaste Tweede Minderbroedersklooster de École centrale du Département de la Meuse-Inférieure van start gegaan, vanaf 1800 gevestigd in het voormalige Dominicanenklooster. De tijd van de kapittelscholen was definitief voorbij.
De kapittelschool, die gevestigd was aan de zogenaamde "lange gang" in de kruisgang van de Sint-Servaasbasiliek, is in de tweede helft van de negentiende eeuw ingrijpend gerestaureerd. De gevel grenzend aan het Sint Servaasklooster werd vrijwel geheel herbouwd in neogotische stijl. De ruimte werd in 1873 in gebruik genomen als schatkamer, maar deze verhuisde al in 1895 naar de aangrenzende voormalige refter (sinds 1984 Dagkapel). De voormalige kapittelschool is sinds de kerkrestauratie van de jaren 1980 in gebruik als sacristie. De ruimte is uitsluitend toegankelijk via een smalle gang die de "lange gang" verbindt met het Westportaal.

## Scholasters
- Udalricus, de eerste met zekerheid bekende scholaster van het kapittel, die in een akte uit 1050 magister scholarium wordt genoemd. Mogelijk maakte hij de vernieuwing van de schola door proost Humbertus mee.[1]
- Jocundus (±1030-±1090), volgens sommige historici magister scholarum aan de kapittelschool. Hij is vooral bekend door zijn hagiografie over Sint-Servaas, die veel historische informatie over het elfde-eeuwse Maastricht bevat.[9]

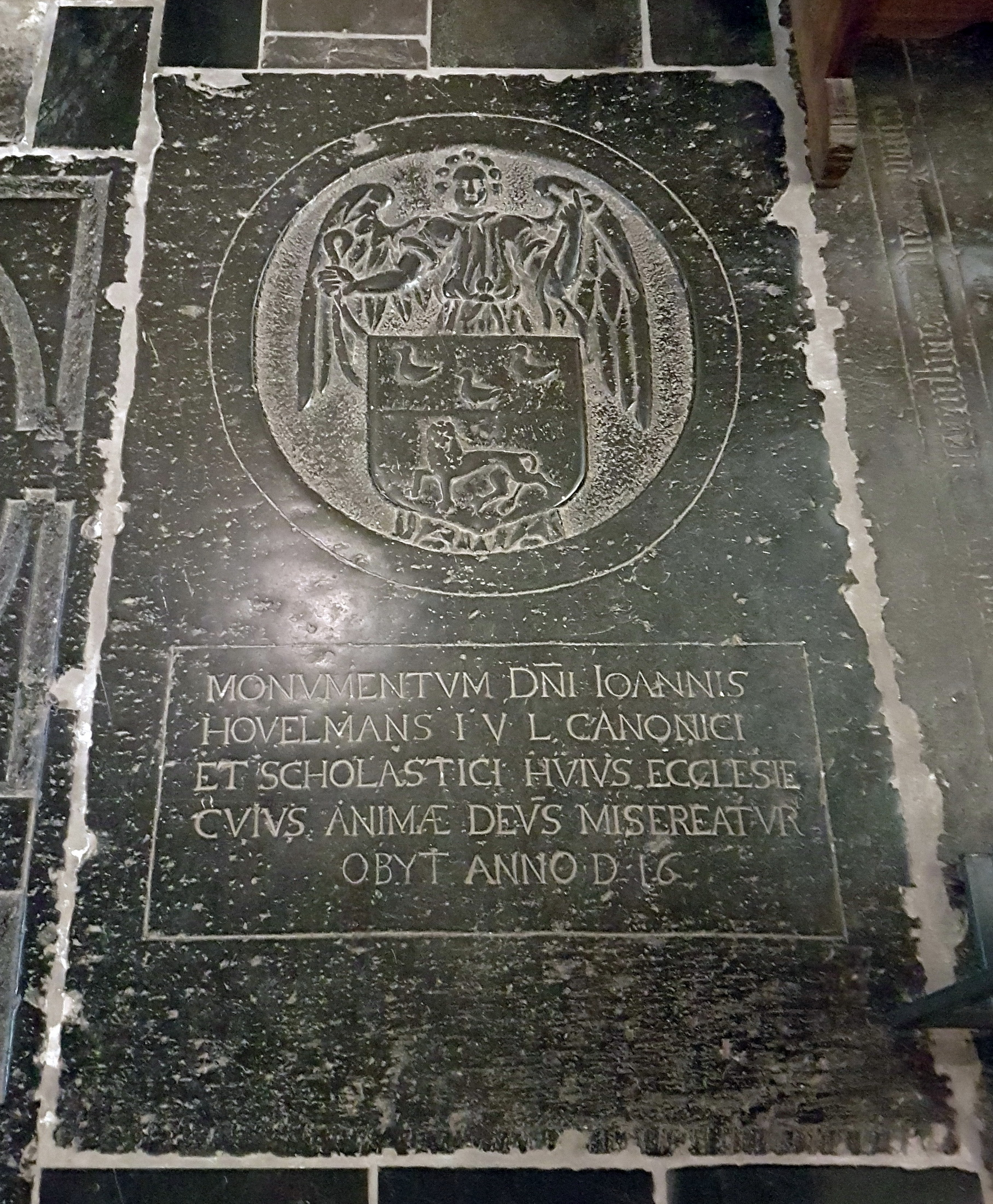
Grafzerk van de scholaster Johan Hovelmans († 1616)

- Reinerus, in 1139 genoemd als getuige bij de schenking van de Sint Servaasbrug aan het kapittel.[10]
- Baldewinus, in 1159 genoemd als getuige bij de schenking van de brug.[6]
- Henricus van Maastricht, genoemd als scholasticus Trajectensis in 1165, 1173 en 1176. Later pronotarius van keizer Frederik I (Barbarossa), domproost van Aken en bisschop van Worms.[11]
- Arnold, vermeld in 1180.[11]
- Winandus, vermeld in 1195.[12]
- Henricus van Petershem, in 1292 en 1306 genoemd als rector van de kapittelschool.[13] Was tevens proost van het Onze-Lieve-Vrouwekapittel, na 1306 kanunnik van het kathedrale kapittel in Luik. Zou door bisschop Adolf van der Mark gevangen zijn gezet op het kasteel van Moha wegens betrokkenheid bij de moord op diens rentmeester.[14]
- Johan Beyart/Bayart de Gandavo (†1324), waarschijnlijk uit Gent afkomstig (Latijn: de Gandavo). Fungeerde als scheidsrechter in diverse geschillen. Was in 1320 vice-deken van het kapittel. Uit zijn testament bleek zijn rijkdom, waarvan onder andere een tehuis voor noodlijdende geestelijken in de Brusselsestraat werd gesticht, mogelijk de voorloper van het latere klooster De Beyart.[15][16]
- Balduïnus de Molendino (ca. 1335), woonde aan het Sint Servaasklooster, naast kanunnik Johannes Fraybart.[17]
- Willem van Sint-Margaretha (†1382), oorspronkelijk begraven in de Dubbelkapel, in de 19e eeuw verplaatst naar de noordelijke kruisgang.[18]
- Dirk van den Hogenweide ("Dyerick van den Hoegenwaide uit Holland") (1e helft 15e eeuw), in 1449 genoemd als de overleden "schoolmeyster" van Sint-Servaas, woonde aan "die Comment" (de Kommel, in die tijd een groter gebied omvattend dan de huidige straat).[19][20]
- Arnold van Elderen (†1487?), scholaster vanaf 1452, waarschijnlijk de voorganger van Herbenus. Zag waarschijnlijk de nieuwe kruisgang en de nieuwe kapittelschool gebouwd worden. Begraven met enkele anderen (familieleden?) in de Sint-Antoniuskapel van de Sint-Servaaskerk, onder een grafsteen met het wapen Van Elderen (zie ook: wapen van Tongeren).[21]
- Matthaeus Herbenus (1451-1538), wellicht de bekendste scholaster van Sint-Servaas (rector scolarum Sancti Servatii), tevens humanist en geschiedschrijver. Herbenus schreef onder andere een Latijnse grammatica voor het onderwijs, Dyasinthetica getiteld. In zijn testament bedacht hij de kapittelschool met een studiebeurs.[22]
- Dierich van Arwilre, genoemd als "schoelmeister" vanaf 1498, waarschijnlijk de opvolger van Herbenus.[23]
- Andreas van Kelchteren, genoemd in 1514.
- Simon Stouten (†1550), scholaster tot 1537, daarna rijproost. Begraven in de Koningskapel.[24]
- Johan Hovelmans (†1616), "scholasticus" en kanunnik volgens het grafschift op zijn grafzerk in de Heilig Hartkapel van de Sint-Servaaskerk. In deze tijd was Andreas Creusen (1591-1666) er leerling. Later werd hij bisschop van Roermond en aartsbisschop van Mechelen.
- Bernard van Heymbach, ook Heimbachius (1617-1664), scholaster, rector en leraar retorica van 1639-1649. Schreef een toneelstuk over Sint-Servaas. Later hoogleraar te Leuven.[25][26]
- Gerard van Meer (†1663), omstreeks 1640 scholaster en bibliothecaris.[27]
- Andreas Lambrechts, in 1670 vermeld als "rector scholarum".[23]
- Nicolaas van den Haven, eveneens in 1670 vermeld als schoolmeester, kapelaan en vicaris.[28]
- Johannes Henricus Cruts, de laatste scholaster van Sint-Servaas, die zich na de opheffing van het kapittel een ijverig lid van la bande noire toonde; hij kocht met name veel landerijen in Berg, die voorheen tot het kapittelbezit van Sint-Servaas hadden behoord.[29]

## Erfgoed

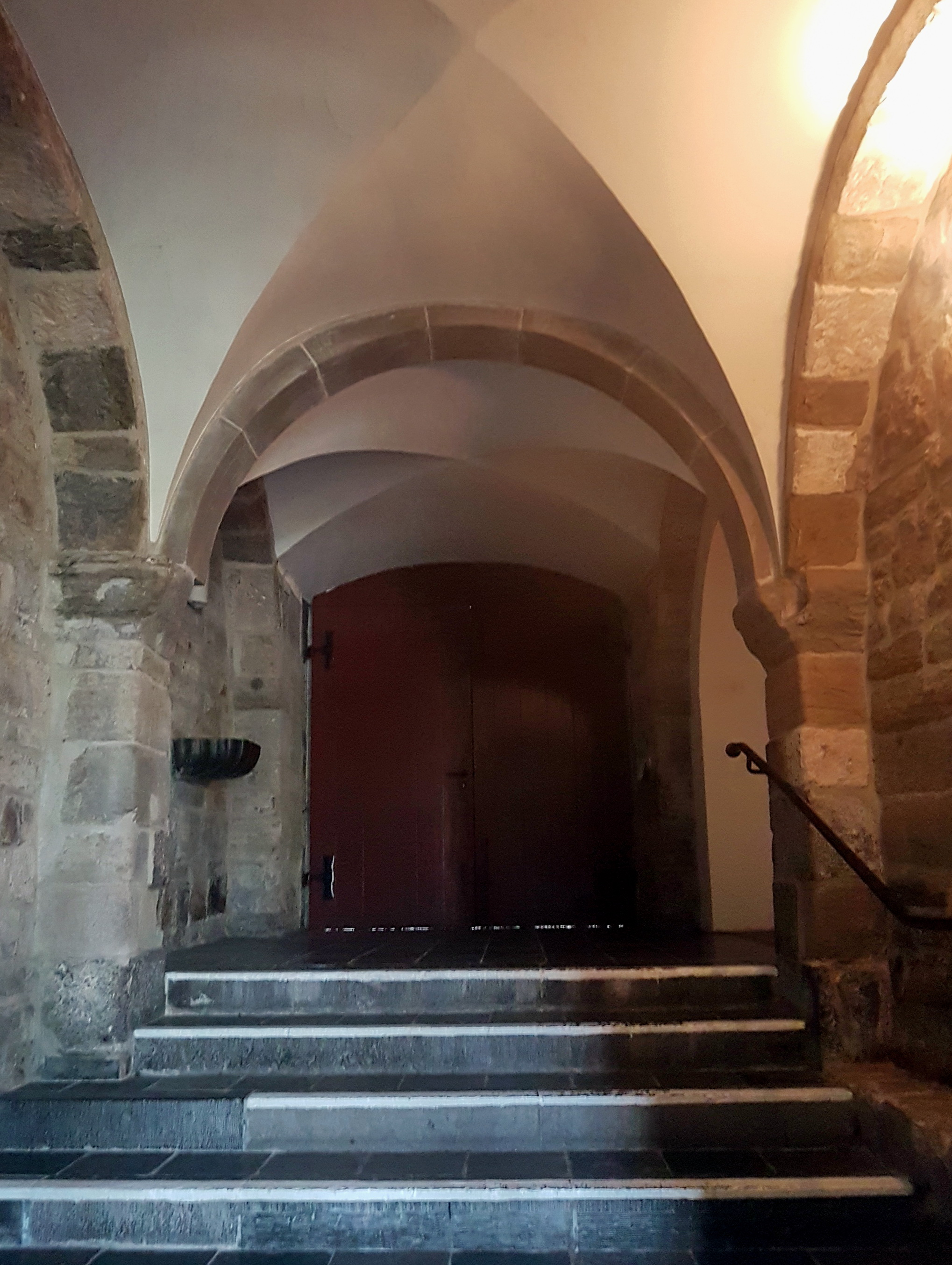
Zicht vanuit de kruisgang van de Sint-Servaasbasiliek. Rechts de ingang van de vm. kapittelschool (sacristie)

Het gebouw van de kapittelschool aan het Sint Servaasklooster bestaat nog, maar is in de negentiende eeuw ingrijpend gerestaureerd, waardoor nog maar weinig originele elementen bewaard zijn gebleven. De ruimte is tegenwoordig in gebruik als sacristie van de Sint-Servaasbasiliek.
Het archief van de kapittelschool is in de Franse Tijd grotendeels verloren gegaan. Bewaard bleef een cartularium uit de zeventiende en achttiende eeuw, met afschriften van schepenbrieven en andere akten betreffende de goederen van de "arme scholieren" (panistae). Daarin staat onder andere vermeld dat de originele bescheiden bewaard werden in een kistje in de "cappenkamer", een zijruimte van het koor, waarin ook de koorkappen van de kanunniken hingen. Het in bruin leer gebonden cartularium bevindt zich in het Rijksarchief in Limburg, onderdeel van het Historisch Centrum Limburg in Maastricht.